# Rudolf Hermann (Luftfahrttechniker)
Rudolf Hermann (* 15. Dezember 1904 in Leipzig; † 17. Mai 1991 in Huntsville, Alabama) war ein deutsch-US-amerikanischer Strömungsmechaniker und Luftfahrttechniker.

## Leben und Wirken
Hermann studierte in seiner Geburtsstadt Leipzig an der dortigen Universität und wurde 1930 auf dem Gebiet der Strömungsmechanik mit der Schrift Experimentelle Untersuchung zum Widerstandsgesetz des Kreisrohres bei hohen Reynolds'schen Zahlen und großen Anlauflängen promoviert. Gutachter dieser Arbeit waren Ludwig Schiller und Peter Debye. Nach seiner Promotion ging er an das von Carl Wieselsberger geleitete Aerodynamische Institut der TH Aachen, wo er den ersten nach dem Vakuumprinzip arbeitenden Überschall-Windkanal konstruierte, der 1935 in Betrieb genommen wurde und für den Mach-Zahlen ({\displaystyle {\mathit {Ma}}}) bis 3,3 möglich waren. 1935 wurde er an der TH Aachen habilitiert. Von 1936 bis 1945 war er Dozent an der TH Berlin.
Anfang 1936 besuchte ihn Wernher von Braun, um die Nutzung des Aachener Überschallwind-Kanals für Heeresaufgaben zu vereinbaren und Hermann für eine ständige Mitarbeit an der Heeresversuchsanstalt Peenemünde zu gewinnen. Dort wurde er am 1. April 1937 Leiter des Aerodynamischen Instituts und baute einen Überschall-Windkanal, mit dem {\displaystyle {\mathit {Ma}}} > 4 erreicht wurden. Die Ergebnisse an den Windkanälen in Aachen und Peenemünde waren entscheidend für die aerodynamische Stabilität der A4-Rakete, die später als V2 bezeichnet wurde. Nach dem alliierten Luftangriff auf Peenemünde am 17. August 1943 wurden die Pläne zum Bau eines Hyperschall-Windkanals mit {\displaystyle {\mathit {Ma}}} 10 in Kochel am See beschleunigt. Hermann war der Direktor der neuen Anlage.
Unter Missachtung der Befehle Hitlers vernichteten kurz vor Ende des Zweiten Weltkriegs Hermann und seine Mitarbeiter Konstruktionsunterlagen für den Hyperschall-Windkanal nicht und bewahrten Bauteile auf, die von den vorrückenden amerikanischen Streitkräften erworben wurden.
Im Rahmen der Operation Overcast ging er im November 1945 in die USA, wo er Berater an der Air Engineering Development Division auf der Wright-Patterson Air Force Base in Dayton, Ohio wurde. 1950 wurde er US-amerikanischer Staatsbürger und 1951 Professor am Department of Aeronautical Engineering der University of Minnesota. 1962 wurde er Direktor des neu gegründeten Aeronautical Research Laboratory der University of Alabama in Huntsville. Diese Stellung hatte er bis zu seiner Emeritierung im Jahr 1970.

## Schriften (Auswahl)
- L. Schiller, R. Hermann: Widerstand von Platte und Rohr bei hohen Reynoldsschen Zahlen. In: Ingenieur-Archiv. Band 1, 1930, S. 391–398, doi:10.1007/BF02095930.
- Rudolf Hermann: Diffuser efficiency and flow process of supersonic wind tunnels with free jet test section. Technical Report No. 6334. Wright-Patterson Air Force Base, Dayton, Ohio 1950, S. 86.
- Rudolf Hermann: Diffuser efficiency of free-jet supersonic wind tunnels at variable test chamber pressure. In: Journal of the Aeronautical Sciences. Band 19, Nr. 6, 1952, S. 375, doi:10.2514/8.2302.
- R. Hermann: The supersonic wind tunnel installations at Peenemunde and Kochel and their contributions to the aerodynamics of rocket-powered vehicles. In: Space Mankind’s Fourth Environment. Selected Papers from the XXXII International Astronautical Congress, Rome, 6–12 September 1981. 1982, S. 435–446, doi:10.1016/B978-0-08-028708-9.50035-X.